# Tmemophlebia moctezuma
Tmemophlebia moctezuma är en tvåvingeart som beskrevs av Hall och Neal L. Evenhuis 2004. Tmemophlebia moctezuma ingår i släktet Tmemophlebia och familjen svävflugor. Inga underarter finns listade i Catalogue of Life.